# Milan Čuda
Milan Čuda, född 22 september 1939 i Prag, är en före detta tjeckoslovakisk volleybollspelare.
Čuda blev olympisk silvermedaljör i volleyboll vid sommarspelen 1964 i Tokyo.